# Le Cirque Hurvinek
Le Cirque Hurvinek (Cirkus Hurvínek) est un court métrage d'animation tchèque réalisé par Jiří Trnka, sorti en 1955.

## Synopsis
Parce qu'il s'est blessé en tombant dans l'escalier, Hurvinek ne peut pas aller au cirque : il se rêve alors en train d'accomplir toutes sortes d'exploits.

## Commentaire
Trnka se souvient ici des marionnettes de son enfance, Spejbl et Hurvinek, créées par son maître Josef Skupa.

## Fiche technique
- Titre : Le Cirque Hurvinek
- Titre original : Cirkus Hurvínek
- Réalisation : Jiří Trnka
- Scénario : Vratislav Blažek
- Musique : Jan Rychlík
- Production :
- Pays d'origine : Tchécoslovaquie
- Technique : marionnettes
- Genre : film d'animation
- Couleur :
- Sans dialogues
- Durée : 27 minutes
- Date de sortie : 1955